# إس إس فليتشي سكاندون
إس إس فليتشي سكاندون (بالإيطالية: Società Sportiva Felice Scandone) هو فريق كرة سلة إيطالي تأسس في سنة 1948 يقع في أفيلينو، كامبانيا، إيطاليا. يلعب في ليغا باسكيت الدرجة الأولى.

## أبرز اللاعبين
- أليكس رايتي
- مون تاي-يونج
- ديفيد فانتيربول

## وصلات خارجية
- الموقع الرسمي